# Milpitas
Milpitas è una città degli Stati Uniti, situata nella parte centrale della California, nella contea di Santa Clara.